# برنامج في ظلال السيرة
في ظلال السيرة، برنامج ديني يعده محمد الصوياني ويقدمه المذيع حمد الدريهم على إذاعة المملكة العربية السعودية للقرآن الكريم، حيث يتم عرض سيرة رسول الله ﷺ بطريقة جذابة وشيقة وسلسة.

## حلقات البرنامج
- 001 مولده يوم جاء الفيل
- 002 الحلقة الثانية بعنوان عودة أهل مكة
- 003 الحلقة الثالثة بعنوان شق صدره في مرابع حليمة
- 004 الحلقة الرابعة بعنوان محمد صلى الله عليه وسلم في يثرب
- 005 الحلقة الخامسة بعنوان رعاية عبد المطلب
- 006 الحلقة السادسة بعنوان بين الراهب والنساء
- 007 الحلقة السابعة بعنوان لن تتزوجي محمدا
- 008 الحلقة الثامنة بعنوان ما الذي يحزنك يابن عبد الله
- 009 الحلقة التاسعة بعنوان الأنثى في غربة أيضا
- 010 الحلقة العاشرة بعنوان أعظم ليلة في التاريخ
- 11 الحلقة الحادية عشرة بعنوان أنت نبي
- 12 الحلقة الثانية عشرة بعنوان عندما لاتجد من تبوح له
- 13 الحلقة الثالثة عشرة بعنوان وبدأت المهمة
- 14 الحلقة الرابعة عشرة بعنوان أول المكذبين
- 15 الحلقة الخامسة عشرة بعنوان من الشهيد التالي
- 16 الحلقة السادسة عشرة بعنوان أجل إنها أدراع الحديد
- 17 الحلقة السابعة عشرة بعنوان أين اختفى المسلمون
- 18 الحلقة الثامنة عشرة بعنوان صيحة جني
- 19 الحلقة التاسعة عشرة بعنوان محاولة اغتيال أبي ذر
- 20 الحلقة العشرون بعنوان يرفضون العلم في سوق الكلمة
- 21 الحلقة الحادية والعشرون بعنوان مواصفات ليست لأنثى
- 22 الحلقة الثانية والعشرون بعنوان مولد عالم في مرعى الغنم
- 23 الحلقة الثالثة والعشرون بعنوان آه لو تدري كم أحبك
- 24 الحلقة الرابعة والعشرون بعنوان متى كانت الغربة تضمد للقلب جراحه
- 25 الحلقة الخامسة والعشرون بعنوان عندما يغيب العدل تضيق الأرض
- 26 الحلقة السادسة والعشرون بعنوان مولد الفاروق
- 27 الحلقة السابعة والعشرون بعنوان قريش تذهل عن مهاجري الحبشة
- 28 الحلقة الثامنة والعشرون بعنوان هل سمع أهل الحبشة عن الفاروق
- 29 الحلقة التاسعة والعشرون بعنوان عندما يسافر جعفر بالقلوب
- 30 الحلقة الثلاثون بعنوان هل سيتراجع النجاشي عن وعده
- 31 الحلقة الحادية والثلاثون بعنوان قتال في الحبشة
- 32 الحلقة الثانية والثلاثون بعنوان زلزال في مكة
- 33 الحلقة الثالثة والثلاثون بعنوان قرآن يخترق الحصار
- 34 الحلقة الرابعة والثلاثون بعنوان يثرب عاشقة الأنبياء
- 35 الحلقة الخامسة والثلاثون بعنوان قرآن يخترق الحصار
- 36 الحلقة السادسة والثلاثون بعنوان عندما يدوس المرء على عقله
- 37 الحلقة السابعة والثلاثون بعنوان هل ترون الشمس
- 38 الحلقة الثامنة والثلاثون بعنوان عمر يحاصر وأبوبكر يهاجر
- 39 الحلقة التاسعة والثلاثون بعنوان عندما ضاقت بأبي بكر حبيبته
- 40 الحلقة الأربعون بعنوان ما الذي أتى بك إلى برك الغماد
- 41 الحلقة الحادية والأربعون بعنوان الحرية ليست من حقوق الدعاة
- 42 الحلقة الثانية والأربعون بعنوان أتحب أن أريك آية ؟
- 43 الحلقة الثالثة والأربعون بعنوان دموع أبي بكر مكلفة
- 44 الحلقة الرابعة والأربعون بعنوان أول من نشر الكتاب
- 45 الحلقة الخامسة والأربعون بعنوان مالذي أخاف فاطمة ؟
- 46 الحلقة السادسة والأربعون بعنوان قريش تسلم
- 47 الحلقة السابعة والأربعون بعنوان لقريش ما أرادت ولكن
- 48 الحلقة الثامنة والأربعون بعنوان بطل إلى النار
- 49 الحلقة التاسعة والأربعون بعنوان عام الحزن والبكاء
- 50 الحلقة الخمسون بعنوان ذكرى الحبيبة
- 51 في ظلال السيرة 51 فرصة للانتقام
- 52 في ظلال السيرة 52 في عالم الإسراء والمعراج
- 53 في ظلال السيرة 53 حين بكى موسى في السماء
- 54 في ظلال السيرة 54 ماذا رأى بعد السماء السابعة
- 55 في ظلال السيرة 55 جبريل في عالم الأنوار
- 56 في ظلال السيرة 56 لو تعلمون ما أعلم
- 57 في ظلال السيرة 57 المسيح يتحدث عن الدجال
- 58 في ظلال السيرة 58 حائر بعد الإسراء
- 59 في ظلال السيرة 59 الإسراء والعناد
- 60 في ظلال السيرة 60 لم يمنعون الصلاة
- 61 الحلقة الحادية والستون بعنوان خندق من نار
- 62 الحلقة الثانية والستون بعنوان عائشة مخطوبة
- 63 الحلقة الثالثة والستون بعنوان هل يوافق أخو سودة
- 64 الحلقة الرابعة والستون بعنوان أعداء النبي يفتشون المزابل
- 65 الحلقة الخامسة والستون بعنوان أشباح في طريق عكاظ
- 66 الحلقة السادسة والستون بعنوان منى تكتنز بالمفاجآت
- 67 الحلقة السابعة والستون بعنوان في مجلس مفروق
- 68 الحلقة الثامنة والستون بعنوان ما أجملكم يا أهل طيبة
- 69 الحلقة التاسعة والستون بعنوان حين نام الحجيج ليلة العقبة
- 70 الحلقة السبعون بعنوان شوق البراء للكعبة
- 71 الحلقة الحادية والسبعون بعنوان هل يعيق العباس بيعة العقبة
- 72 الحلقة الثانية والسبعون بعنوان هل ستتركنا أيها الحبيب
- 73 الحلقة الثالثة والسبعون بعنوان ماذا تفعلون يا أهل يثرب بمنى
- 74 الحلقة الرابعة والسبعون بعنوان أحزان تتجدد على طريق الهجرة
- 75 الحلقة الخامسة والسبعون بعنوان أم سلمة عام من البكاء
- 76 الحلقة السادسة والسبعون بعنوان سر تضحية المرأة المسلمة
- 77 الحلقة السابعة والسبعون بعنوان مكة تشعر بالوحشة
- 78 الحلقة الثامنة والسبعون بعنوان أبو جهل ذليل أمام عمر في يثرب
- 79 الحلقة التاسعة والسبعون بعنوان عياش يبتلع الطعم
- 80 الحلقة الثمانون بعنوان ملثم على رمضاء مكة
- 81 الحلقة الحادية والثمانون بعنوان عندما تضيق الأوطان
- 82 الحلقة الثانية والثمانون بعنوان بيت أبو بكر وماله لله
- 83 الحلقة الثالثة والثمانون بعنوان من يلام في حب أبي بكر
- 84 الحلقة الرابعة والثمانون بعنوان لا تحزن يا أبابكر
- 85 الحلقة الخامسة والثمانون بعنوان مطلوب حيا أو ميتا
- 86 الحلقة السادسة والثمانون بعنوان سراقة يقدم الهدايا والهبات
- 87 الحلقة السابعة والثمانون بعنوان من سراقة إلى أبي معبد
- 88 الحلقة الثامنة والثمانون بعنوان أم معبد في الطريق أيضا
- 89 الحلقة التاسعة والثمانون بعنوان محطات في طريق الهجرة
- 90 النبي صلى الله عليه وسلم يميل إلى قباء
- 91 من هذا المتسلل نحو قباء
- 92 النبي صلى الله عليه وسلم على القصواء في المدينة
- 93 العيون البريئة تتراءاه في مدينة المشاعر
- 94 بين قلوب الأنصار وقلب الحاخام
- 95 التصنيف سنة يهودية
- 96 بين رقي أبي أيوب وانحطاط بن أخطب
- 97 أبو أيوب يهدي قلبه لنبيه صلى الله عليه وسلم
- 98 الأمر رقم واحد لمؤسس الدولة الإسلامية بناء المسجد
- 99 سقف المسجد وأعماقه
- 100 شماريخ الكرم تتدلى في المسجد
- 101 في ظلال السيرة (الأنصار سادة الكرم
- 102 في ظلال السيرة (الله يثني على كرم الأنصار
- 103 في ظلال السيرة (تعامله مع معارضيه وعملاء اليهود
- 104 في ظلال السيرة (ابن سلول كهف اليهود
- 105 في ظلال السيرة (حين أطفأت الأنصارية سراجها
- 106 في ظلال السيرة (رسالة الدم
- 107 في ظلال السيرة (هل أسس النبي صلى الله عليه وسلم دولته بالسيف؟
- 108 في ظلال السيرة( أي عزة أنت يابن معاذ؟
- 109 في ظلال السيرة (متى أكرهت الدولة الإسلامية على حمل السلاح؟
- 110 في ظلال السيرة (أول مولود وأول راحل
- 111 في ظلال السيرة( حين بكى الغريب بين المقابر
- 112 في ظلال السيرة (سلمان يخرج من الرماد
- 113 في ظلال السيرة( سلمان في الأغلال
- 114 في ظلال السيرة( سلمان يضحي بكل شيء من أجل التوحيد
- 115 في ظلال السيرة( حين باعوا الفتى المدلل
- 116 في ظلال السيرة( بيت الحمى والشعر والحنين
- 117 في ظلال السيرة (المرأة المخيفة تخرج من المدينة
- 118 في ظلال السيرة( جذع ألين من قلوب اليهود
- 119 في ظلال السيرة(بناء الدولة يتطلب حمايتها
- 120 في ظلال السيرة( هل أطلق التميمي أول سهم في الإسلام؟
- 121 في ظلال السيرة( عندما يكون المواطن أشد عداوة
- 122 في ظلال السيرة (أهل الصفة عشاق المدينة
- 123 في ظلال السيرة (القيادة مسؤولية لا غنيمة
- 124 في ظلال السيرة(الوطن الآخر للمهاجرين والأنصار
- 125 في ظلال السيرة (حلقات القرآن تنير العالم
- 126 في ظلال السيرة( شهر الشعور بالفقراء
- 127 هل هو الوداع يا رقية؟
- 128 فارس مرعب يخيف ليل مكة
- 129 الطواغيت تصاب بالجنون
- 130 أمية منهار في بيته
- 131 جيش من المشاعر
- 132 هل انتهت المهمة
- 133 ذكريات طالوت في منتصف رمضان
- 134 هل تعرف الدنيا قائدا عسكريا مثل محمد؟
- 135 السابع عشر من رمضان من السنة الثانية للهجرة
- 136 صاحب الجمل الأحمر
- 137 معركة بدر
- 138 يا عم أتعرف أبا جهل
- 139 قم يا حمزة
- 140 وهوى الطاغية
- 141 دور الملائكة على أرض بدر
- 142 العباس يبحث عن الفرس الأبلق
- 143 أشجع رجل على أرض بدر
- 144 نهاية الطاغوت مذلة
- 145 ريشة نعام على صدر أسد
- 146 بلال يشفي آخر جراحه
- 147 الأسرى يتحسسون رقابهم
- 148 سعادة الأسرى وطيور الشهداء
- 149 أسرى محمد صلى الله عليه وسلم وأسرى الحضارات
- 150 معجزة عند دفن المشركين

## روابط خارجية
- تحميل حلقات برنامج في ظلال السيرة